# Heidi Holland
Heidi Holland född 6 oktober 1947, död 11 augusti 2012, var är en sydafrikabaserad zimbabwisk journalist och författare som arbetade med journalistik i över 30 år. Hon arbetade som frilansare för stora engelskspråkiga tidningar som The Sunday Times, The Daily Telegraph, International Herald Tribune, The New York Times och The Guardian. Hon har också arbetat med forskningsprojekt för brittiska TV-dokumentärer och är författare till ett flertal böcker.

## Journalik
Förutom arbetet för ett flertal amerikanska och brittiska tidningar så är Holland även kolumnist för sydafrikanska The Star.

## Böcker
- Dinner with Mugabe
- The Colour of Murder
- African Magic
- Born in Soweto
- The Struggle

### Audio och video
- ”Heidi Holland speaks to Robert Mugabe”. London: The Guardian. 23 september 2000. http://www.guardian.co.uk/world/audio/2008/mar/26/robert.mugabe.heidi.holland?gusrc=rss&feed=worldnews. Läst 4 maj 2010.
- ”Isabel Hilton talks to Heidi Holland”. BBC. 3 juni 2008. http://www.bbc.co.uk/radio3/nightwaves/pip/51wdx/.
- ”Heidi Holland reads from Dinner With Mugabe”. Youtube. 2008. http://www.youtube.com/watch?v=DypHltNlTWM.